# Nieuwpoorttheater
Het Nieuwpoorttheater is een postkoloniaal volkshuis en theater te Gent dat operatief was vanaf 1983. In 2008 fuseerden Dirk Pauwels' Nieuwpoorttheater en Victoria tot Kunstencentrum Campo.

## Geschiedenis

### Achtergrond
Tijdens de vroege jaren 80 werd Gent gekenmerkt door een sterke ontwikkeling in zijn theaterscene. Uit vraag naar vernieuwing manifesteerden er zich verschillende nieuwe theaterzalen verspreid over de stad. Ontwikkelingen die zich positioneren ten tijde van de hoogconjunctuur van de Vlaamse Golf.  Naast de Vooruit positioneren  Nieuwpoorttheater en Victoria zichzelf ook in de Vlaamse theaterwereld.

### Nieuwpoorttheater onder leiding van Dirk Pauwels

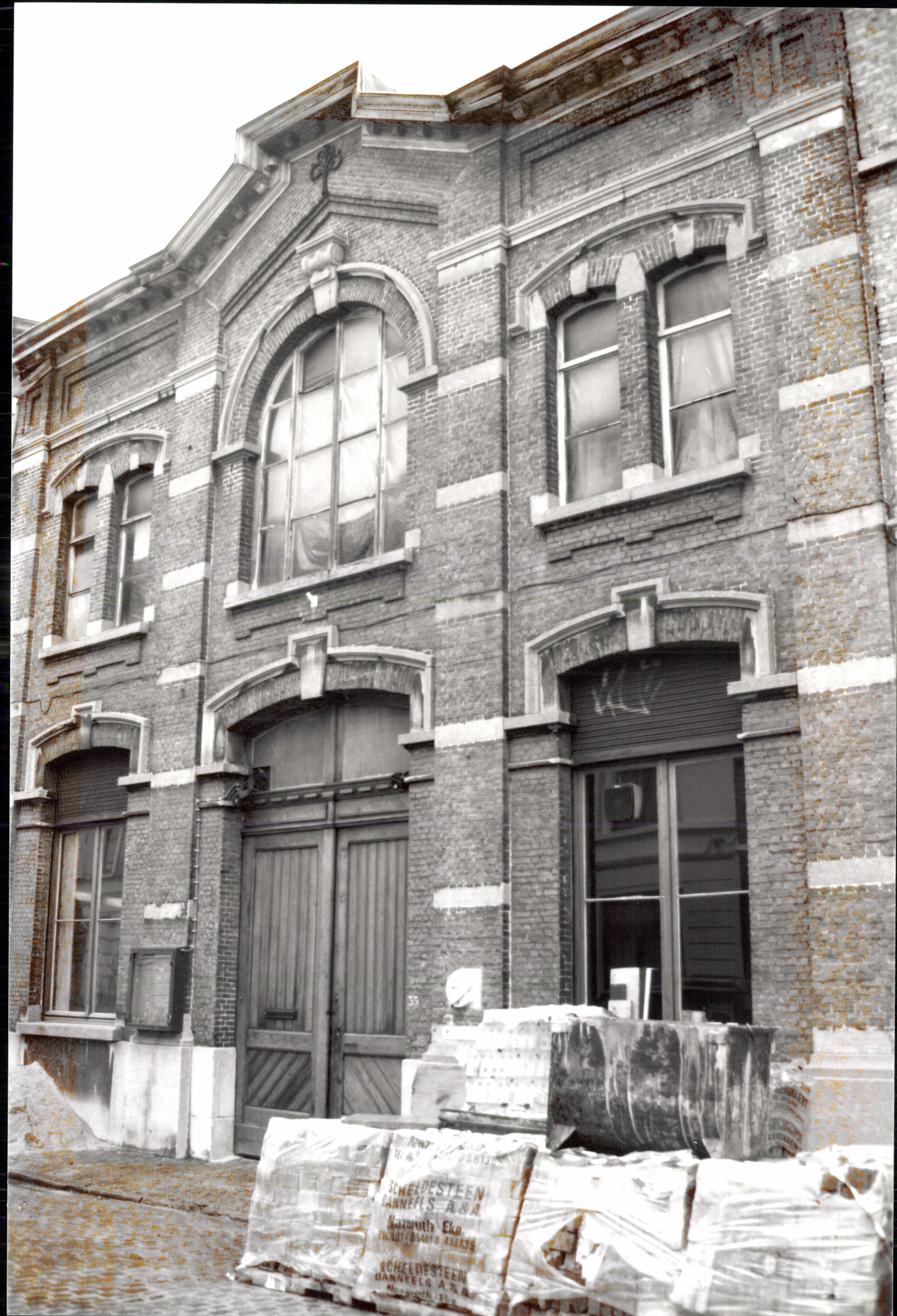
Het Nieuwpoorttheater is gesitueerd in een beschermd voormalig pakhuis.

Het gebouw werd in 1981 aangekocht door vzw Trefpunt, organisator Gentse Feesten om te dienen als theaterzaal gedurende de feesten. Onder Walter De Buck en Guido De Leeuw werden enkele werken uitgevoerd om het voormalig pakhuis om te bouwen tot een functionerend theater dat in oorsprong enkel zou actief zijn tijdens de Gentse Feesten. Echt sprake van een theaterwerking komt er echter pas in 1983. Met behulp van Walter Mareen wordt het gebouw overgedragen aan jonge Gents theatermakers en ingeschreven als vzw Nieuwpoorttheater. Dit gebeurde mede door Eva Bal, Stef Ampe, Arne Sierens, Kaat Caemerlinck en Dirk Pauwels, die kort nadien in 1984 aangesteld werd als artistiek leider en regisseur. Het theater opende op 14 juli 1984 officieel zijn deuren voor het publiek.
 
Tijdens dit beleid profileerde Nieuwpoorttheater zichzelf als multidisciplinair kunstencentrum en productieplateau en ambieerde een open houding tegenover nieuwe producties. Zo ondersteunde het onder leiderschap van Dirk Pauwels tal van (Gentse) dakloze en reizende theatergezelschappen zoals o.a. Pantarei en Wisselteater maar bleef het steeds doorheen destillatie de kwaliteit waarborgen.
Verschillende artiesten en theatermakers die er de revue deden zoals Alain Platel, Arne Sierens en Eric Devolder ontwikkelden een productieve en hechte relatie met de organisatie. Alain Platel's Les Ballets C. de la B. was het huisgezelschap van Nieuwpoorttheater.

### Nieuwpoorttheater onder Ampe, Dehollander en Sierens
In de loop van de jaren 90 doorging Victoria een woelige periode. Artistiek leider Dirk Pauwels verliet de organisatie en zette zijn carrière verder als artistiek leider bij theaterhuis Victoria.
Onder nieuw artistiek leidingstrio Stef Ampe, Arne Sierens en Johan Dehollander, maakte Nieuwpoorttheater een transitie van multidisciplinair kunstencentrum tot een "veelsoortig theater". Een hernieuwde werking waar de focus wederom op theater werd gelegd. In 1999 besloten Sierens en Dehollander Nieuwpoorttheater te verlaten om hun eigen productiehuis Dastheater op te richten.

### Nieuwpoorttheater onder Geert Opsomer
De komst van Germanist en doctor in de theaterwetenschappen Geert Opsomer betekende blies een nieuwe wind door de organisatie en werd de focus opnieuw verschoven. Tijdens de beleidsperiode 2001-2005 werd de focus gelegd op onderzoek en presentatie. Onder het beleid van Geert Opsomer wordt nieuwpoorttheater hervormd tot wat Opsomer een 'postkoloniaal volskhuis' noemde. Een centrum die maatschappelijk ingebed is en zich niet enkel toespitst op het geven van kunst aan de samenleving, maar ook gelooft in een samenleving die het kunstenlandschap kan herrijken.

## Artistiek leiders
- 1984-1992: Dirk Pauwels
- 1992-1994: Hildegard De Vuyst
- 1994-1995: Annemie Vanackere
- 1995-1999: Stef Ampe, Johan Dehollander en Arne Sierens
- 1999-2006: Geert Opsomer

## Prijzen
- 1999: Océ Podium Prijs

## Opmerkelijke producties

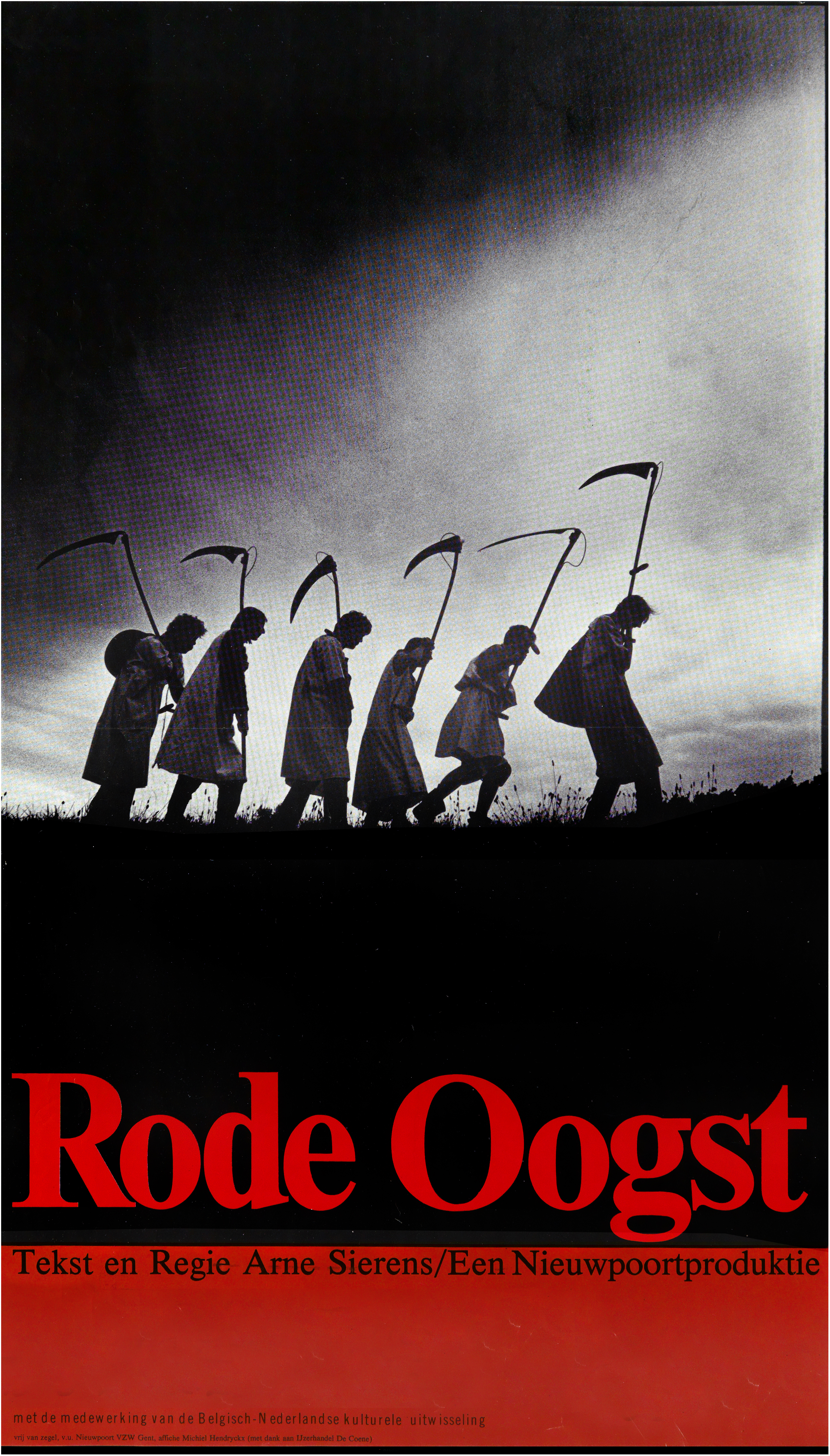
Affiche Rode Oogst - Arne Sierens (naar de 17de-eeuwse wraaktragedie Arden of Feversham)
Nieuwpoorttheater - Gent, 1983, foto en typografie Michiel

- Rode Oogst die voor het eerst te zien was in de Vooruit op 6 maart 1983 werd in een tweede versie in het Nieuwpoorttheater op 7 oktober 1983 opgevoerd met poppen van Erik De Volder.
- Naast theater steunde Nieuwpoorttheater ook film met onder andere de De tocht (1985, 16mm) door Michiel Hendryckx en Johan Dehollander, waarvoor de muziek werd geschreven door Peter Vermeersch.
- I like America and America likes Me (2002 - 2003) door Benjamin verdonck (onder beleid van Geert Opsomer)
- Tussen de soep en de patatten (2003 - 2004) door Eric De Volder (onder beleid van Geert Opsomer)

## Lijst met producties[3]
- Sirene (1984)
- Patrick (1986)
- La Serre (1987)
- Emma (1988)
- M (1988)
- Mignon (1988)
- Achiel De Baere (1988)
- Stuart Sherman's Taal Uilenspiegel (1989)
- Vrouwen en Coca Cola (1989)
- Carpe Carpe Carpe (1989)
- Male (1990)
- Male - Male (1990)
- 3 Bic et 1 PC (een Vlaamsche Onderneming) (1991)
- Met mijn tong in jouw keel
- Hopla door het koren (1993)
- SONJA (1993)
- Ja wacht (1993)
- De Dansende fontein (1994)
- Tijlozen (1994)
- Het lijden van de jonge Werther (1994)
- Nachtengel en Maria (1994)
- Onwaarschijnlijk normaal eindigend verhaal (1994)
- Het Ovalium. ... Omtrent het menselijk lichaam. (1994)
- Opgepast en niet gelachen! (1995)
- Een namiddag in mei (1995)
- Wie...een vreemde (1995)
- (...,... .. ...;'... ..'!) (1995)
- BEO tee vee (1995)
- Flippers (1996)
- Napels (1996)
- Radio Carmen (1997)
- De broers Geboers (1997)
- Mijn Blackie (1998)
- Feniks (1998)
- Deerlijk (1999)
- Trage kogels in concert (1999)
- Limbus Patrum (1999)
- Youth Rules - Confusion Reigns
- Les Marocains ne sont pas tous des voleurs (2000)
- Lotus drive (2001)
- VIVe ALDI (2002)
- Potlach Party 3 - Quiet Time (2002)
- De Sampling Show (2002)
- VIVeALDI!(2) (2003)
- War ofnie war (2003)
- Subbrili (2003)
- Het Laatste Avondmaal (2003)
- Cahier du jour: fabel (welk verhaal wil je vertellen?) (2003)
- Je suis une étoile (2003)
- Het nijlpaard (2003)
- Opengekapt (2004)
- Utopeace / Burden of Beauty (2004)
- Excavations (2004)
- Triphonia (2004)
- Life on the Edge (2004)
- Je suis une étoile (2004)
- Life on the Edge (2004)
- Stranden (2004)
- Offside (2004)
- Wewillivestorm: Never go to sleep (2004)
- Onze-Lieve-Vrouw van Vlaanderen (2004)
- Prothese (2005)
- Eekhoornbrood (2005)
- Les Soirées Talibaned (2005)
- Club Ah!med (2005)
- No production (2005)
- Open-ba(a)r-theater (2005)
- Tram 40 (2005)
- Utopeace (2005)
- Wewillivestorm (2005)
- We people (2006)
- Reflux (2006)
- Hard to get (2006)
- Force majeure (2006)
- Coupe d'état (2006)
- Lalaland (2006)
- Testament (2006)
- Legal / illegal (2006)
- Patchagonia (2007)
- Baekelandt (2007)
- Tourniquet (2007)